# Herregårde i Præstø Amt
Herregårde i Præstø Amt.
Før kommunalreformen i 1970 bestod amtet af 7 herreder:

## Hammer Herred
- Gavnø
- Grevensvænge
- Holmegaard Gods
- Lundbygård (Lundby Sogn)
- Rosenfeldt
- Rønnebæksholm
- Snertingegård
- Sparresholm
- Øbjerggård

## Bårse Herred
- Beldringe
- Bredeshave
- Bækkeskov
- Christinelund
- Engelholm (Snesere Sogn)
- Høvdingsgaard
- Iselingen
- Jungshovedgaard
- Lekkende
- Lilliendal
- Marienlyst
- Nysø (Præstø Sogn)
- Oremandsgaard
- Petersgaard
- Raadegaard
- Stensbygaard

## Fakse Herred
- Jomfruens Egede
- Turebylille
- Lindersvold
- Lystrup (Kongsted Sogn)
- Rosendal (Fakse Sogn)
- Strandegård
- Tryggevælde
- Turebyholm
- Vemmetofte

## Stevns Herred
- Gjorslev
- Højstrup (Lyderlev Sogn)
- Juellinge
- Søholm (Magleby Sogn)

## Mønbo Herred
- Egelykke (Damsholte Sogn)
- Klintholm (Magleby Sogn)
- Klosterskovgård (Keldby Sogn)
- Kloster Vig
- Liselund (Magleby Sogn)
- Marienborg (Møn)
- Nordfelt
- Søndergaard

## Bjæverskov Herred
- Billesborg
- Lellingegård
- Ny Lellingegård
- Vallø

## Tybjerg Herred
- Assendrup
- Bavelse
- Broksø
- Næsbyholm
- Ravnstrup
- Sandbygaard
- Tybjerggaard